# Max Porter (Schriftsteller)
Max Porter (geboren 1981 in High Wycombe) ist ein britischer Schriftsteller.

## Leben
Max Porter wuchs in High Wycombe auf und besuchte dort die Schule. Er studierte Kunstgeschichte am Courtauld Institute of Art in London (M.A.) Er gab sein Promotionsvorhaben auf und arbeitete als Buchhändler und erhielt 2009 einen „Young Bookseller of the Year Award“. Porter arbeitet seit 2012 als Verlagslektor bei Granta Books. Mit seiner Familie ist er aus London nach Bath umgezogen.
Porter veröffentlichte 2015 seinen ersten Roman Grief is the Thing with Feathers, der auf die Longlist des Guardian First Book Award gelangte sowie auf die Shortlist des Goldsmiths Prize; 2016 gewann das Buch den International Dylan Thomas Prize. Sein zweiter Roman Lanny wurde für den Booker Prize 2019 nominiert.
Christopher Rüping machte aus seinem ersten Roman ein Theaterstück das als Teil einer Trilogie erstmals 2024 am Schauspielhaus Bochum aufgeführt wurde.

## Politische Einstellungen
Im Oktober 2024 gehörte Porter zu den Unterzeichnern eines Aufrufs zum Boykott israelischer Kulturinstitutionen, „die an der überwältigenden Unterdrückung der Palästinenser mitschuldig sind oder diese stillschweigend beobachtet haben“.

## Werke
- Grief is the Thing with Feathers. 2015
  - Trauer ist das Ding mit Federn. Übersetzung Uda Strätling, Matthias Göritz. Hanser Berlin, München 2015, ISBN 978-3-446-24956-1.
- Lanny. London : Faber, 2019
  - Lanny. Übersetzung von Uda Strätling, Matthias Göritz. Kein & Aber Verlag, Zürich 2019, ISBN 978-3-0369-5793-7.